# Resolução 77 do Conselho de Segurança das Nações Unidas
A Resolução 77 do Conselho de Segurança das Nações Unidas foi aprovada em 11 de outubro de 1949, depois de ter recebido e analisado o segundo relatório do progresso da Comissão de Armamentos Convencionais, o Conselho dirigiu ao Secretário-Geral que encaminhe o relatório, juntamente com os seus anexos, que acompanha a resolução e um registro de consideração do Conselho sobre o assunto de informações da Assembléia Geral.
Foi aprovada com 9 votos, e duas abstenções da Ucrânia e a União Soviética.